# École de droit de Toulouse
 (février 2025).
L'École de droit de Toulouse (Toulouse School of law) est une composante de l'université Toulouse-Capitole. L'établissement propose des diplômes de licences et de masters en droit, en formation initiale, en alternance et formation continue.
Située au cœur de la ville de Toulouse, l'École de droit de Toulouse rassemble 10 000 étudiants, alternants et stagiaires de la formation continue, 170 enseignants-chercheurs, 250 doctorants et près de 1 000 intervenants professionnels.
L'École de droit de Toulouse promeut la professionnalisation, l'internationalisation et l'innovation pédagogique dans les études de droit sur le site toulousain.

## Histoire

### Entre 1229 à 1793: l'essor de l'enseignement du droit à Toulouse

#### Création de la Faculté de droit
Les origines de l'École de droit de Toulouse remontent à la création du studium de Toulouse au XIIIe siècle. Le traité de Paris du 12 avril 1229 crée à Toulouse quatre facultés : arts, théologie, grammaire et droit canonique.
Quelques années plus tard, en 1233, le pape Grégoire IX confirme par une bulle la création du studium de Toulouse, lui accordant les mêmes privilèges qu’à celui de Paris. Cette bulle pontificale établit notamment que les maîtres, étudiants et employés du studium relèvent de la juridiction de l’Église et oblige les autorités locales à les protéger et financer jusqu’en 1239.

#### Époque médiévale
L’époque médiévale voit l’organisation de l’Université autour de plusieurs facultés : arts, droit et théologie, principalement. La faculté de droit acquiert rapidement la plus grande importance : bien qu’elle vienne après la théologie dans la hiérarchie formelle, elle est la plus fréquentée et la plus prestigieuse. Tout au long de l’Ancien Régime, le droit (civil et canonique) demeure la discipline phare à Toulouse, donnant sa renommée à l’ensemble de l’Université.
Plusieurs traits illustrent le rayonnement médiéval de la faculté de droit de Toulouse. Vers la fin du XIIIème siècle et le début du XIVème siècle, elle connaît son apogée, formant des juristes éminents – surnommés les Doctores Tholosani – dont l’influence dépasse la région. Les professeurs de droit toulousains sont souvent des personnages proches des pouvoirs politiques, appelés comme conseillers des princes ou recrutés par la papauté pour occuper des fonctions élevées. Ainsi, plusieurs papes d’Avignon au XIVème siècle passèrent par Toulouse comme étudiants ou enseignants en droit, par exemple Jean XXII, Innocent VI et Urbain V. À la fin du XIVème siècle, on estime qu’un millier d’étudiants (exclusivement des hommes) fréquentent l'Université de Toulouse, dont une bonne partie en droit.  
Les études de droit durent de cinq à huit ans. Après quelques années d’écoute assidue, l’étudiant peut obtenir le grade de bachelier. En commentant à son tour les textes devant les débutants, il devient licencié (après un examen oral final semblable à une soutenance). Le titre de docteur en droit, quant à lui, est alors surtout honorifique et peut s’acheter (docteur étant un titre parfois « monnayable » à l’époque).

#### Période moderne
Durant les XVIème et XVIIème siècles, le pouvoir royal intervient également pour laïciser et moderniser progressivement l’enseignement du droit à Toulouse. Le Parlement de Toulouse  prend une emprise croissante sur l’Université à partir de 1470, notamment sur la nomination des professeurs laïcs en droit. Sous Louis XIV, le nombre de professeurs de droit est augmenté et, en 1679, une réforme impose aux facultés de droit d’enseigner le droit français (droit royal coutumier) en plus du droit romain. Cette mesure, initialement peu désirée par l’Université attachée aux lois romaines, constitue une évolution notable des programmes. Elle marque l’introduction officielle du droit français (contemporain) dans le cursus, préfigurant l’importance qu’il prendra après la Révolution. Par ailleurs, les procédures de recrutement des enseignants se formalisent et s’alourdissent, incluant des concours et l’aval des autorités royales, ce qui ralentit parfois l’arrivée de nouveaux talents.
Un épisode illustre ces lenteurs administratives : le célèbre jurisconsulte humaniste Jacques Cujas (1522–1590) enseigna à la faculté de droit de Toulouse au XVIeme siècle. Expert érudit du droit romain, Cujas brigua une chaire à Toulouse, mais le concours de recrutement traîna en longueur. Impatient et convoité par d’autres universités, Cujas quitta Toulouse prématurément en 1576, avant même la proclamation des résultats (qui n’eurent lieu que deux ans plus tard). Son départ fut vivement regretté, car Cujas allait ensuite briller à Bourges et Valence comme l’un des plus grands commentateurs du Corpus Juris Civilis.  
Malgré tout, la faculté de droit de Toulouse continue de s’illustrer aux XVIIème et XVIIIème siècles. Plusieurs figures marquantes sont liées à Toulouse durant cette période :
- Pierre de Fermat (1601–1665) – Bien que Fermat ne fût pas professeur à l’Université, ce magistrat au Parlement de Toulouse et mathématicien de génie étudia le droit dans sa jeunesse. Sa double carrière illustre les liens entre le monde judiciaire toulousain et les savoirs scientifiques : Fermat est resté célèbre pour son théorème en mathématiques, dont la démonstration ne fut achevée qu’en 1994 ;
- Emmanuel Maignan (1602–1676) – Moine minime originaire de Toulouse (également appelé François de Maignan), il enseigna la théologie hors de l’Université et se fit connaître comme un savant en optique. Louis XIV le nomma membre (président) de l’Académie française, signe de la reconnaissance de ses travaux, bien qu’ils fussent en marge du système universitaire traditionnel.

En termes d’infrastructures, le Parlement de Toulouse, attaché à soutenir la formation des juristes locaux, fit construire au XVIème siècle trois grands amphithéâtres spécialement pour l’enseignement du droit. Ces amphithéâtres étaient situés sur un site qui correspond encore aujourd’hui au cœur de l’Université Toulouse Capitole (secteur de la rue Lautmann à Toulouse).

### Entre 1793-1805: la faculté de droit est «suspendue»
Le 15 septembre 1793, la Convention supprime « les collèges de plein exercice et les facultés de théologie, de médecine, des arts et de droit sur toute surface de la République ».
Il faudra attendre le 21 mars 1796, date d'ouverture de l'École centrale de la Haute-Garonne, pour que renaisse peu à peu l'enseignement du droit à Toulouse.

### Entre 1805 et 2024: la renaissance de l'enseignement du droit à Toulouse
En vertu de la loi du 22 ventôse an XII (13 mars 1804), le décret du 21 septembre 1804 institue douze écoles de droit en France, dont une à Toulouse.
C'est le 10 novembre 1805, que l'École de droit de Toulouse est inaugurée avant de reprendre le nom de faculté de droit en 1808.

### Depuis 2025: création de l'École de droit de Toulouse
L'École de droit de Toulouse a été créée le 1er janvier 2025 par un arrêté ministériel du 11 juillet 2024. Elle est la première composante en droit à bénéficier du statut d'école interne à une université.
Elle prend la suite de la faculté de droit et science politique qui était sous le statut d'unité de formation et de recherche.

## Situation
L'École de droit de Toulouse se situe sur le campus de l'université Toulouse-Capitole, au centre-ville de Toulouse.

## Enseignement

### Admission
L'École de droit de Toulouse est une institution publique d'enseignement supérieur qui regroupe des filières non sélectives et des filières sélectives de licence, master et doctorat en droit.
Elle prépare aux concours et examens dans l'Institut des études judiciaires (IEJ) et propose des doubles diplômes internationaux dans la European School of Law (ESL).

## Formations

### Licences
L'École de droit de Toulouse propose dix-neuf parcours de licence en formation initiale :
- la licence en droit[12] ;
- les doubles diplômes disciplinaires sélectifs : « économie et droit » délivré avec la Toulouse School of Economics ; « droit et gestion » délivré avec la Toulouse School of Management ; « droit et Science Po Toulouse »[12] ;
- les doubles diplômes internationaux sélectifs regroupés au sein de la European School of Law de l'École de droit de Toulouse[12].

### Masters
L'École de droit de Toulouse propose 49 parcours de masters sélectifs regroupés dans 17 mentions différentes :
- Mention droit des affaires[12]
- Mention droit éthique[12]
- Mention droit fiscal[12]
- Mention droit de l'immobilier[12],[13]
- Mention droit international et droit européen[12],[14]
- Mention droit notarial[12],[13]
- Mention droit du numérique[12]
- Mention droit du patrimoine[12]
- Mention droit pénal et sciences criminelles[12],[15]
- Mention droit privé[12],[15]
- Mention droit public[12],[16]
- Mentiondroit de la santé[12]
- Mention droit social[12]
- Mention histoire du droit et des institutions[12],[17]
- Mention administration et liquidation d'entreprises en difficulté[12]
- Mention science politique[18]
- Mention management

### Doctorat
L'École de droit de Toulouse délivre le doctorat en droit dans le cadre de l'École doctorale droit et science politique commune avec Science Po Toulouse.

### Formation continue
L'École de droit de Toulouse propose des formations professionnalisantes dans le cadre de l'Executive Education and Digital University de l'université Toulouse-Capitole.

## Personnalités liées à l'établissement

### Doyens

#### Doyens auXIXesiècle
- Barthélémy Jouvent (1809-1816 et 1818-1821)
- Auguste Jamme (1816-1818)
- Jean Raymond Marc de Bastoulh (1821-1830)
- Frédéric François Félicité Malpel (1830-1841)
- Auguste Laurens (1841-1855)
- Osmin Benech (1855)
- Édouard Delpech (1856-1865)
- Adolphe Chauveau (1865-1868)
- François Constantin Dufour (1869-1879)
- Henry Bonfils (1879-1888)
- Joseph Paget (1889-1900)[19]

#### Doyens auXXesiècle
- Antonin Deloume (1900-1906)
- Maurice Hauriou (1906-1926)
- Louis Boyer
- Henry Roussillon (1994-2003)
- Bernard Beignier (2003-2012)
- Hugues Kenfack (2012-2017)
- Philippe Nélidoff (2017-2022)
- Matthieu Poumarède (2022-)

### Enseignants notables
- Eugène Poubelle (1831-1907), préfet de Paris et inventeur de la poubelle.André Hauriou (1899-1973)
- Ernest Wallon (1851-1921), premier président du Stade toulousain
- Maurice Hauriou (1856-1929)
- Pierre Hébraud (1905-1983)
- Georges Vedel (1910-2002), professeur des universités, juriste, membre du Conseil constitutionnel
- Gabriel Marty (1905-1973)
- Pierre Montané de la Roque (1921-1981)
- Germain Sicard (1928-2016)
- André Cabanis (1947-)

### Étudiants notables
- Marguerite Dilhan, première femme à avoir exercé le métier d'avocat en France et plaidé aux assises, obtient une licence en droit.
- Jean-Pierre Bel, président honoraire du Sénat.
- Yaël Braun-Pivet, présidente de l'Assemblée nationale.
- Laurent Carrié, préfet.
- Jacques Cujas (1522-1590).
- Georges de Caunes, journaliste.
- Pierre de Fermat (1601–1665)
- Carole Delga[réf. souhaitée], présidente de la région Occitanie.
- Richard Ferrand, ancien président de l'Assemblée nationale.
- Jean Le Garrec, ministre.
- Edgar Morin, sociologue et philosophe.
- Jean-Luc Moudenc, maire de Toulouse et président de Toulouse Métropole.
- Georges Vedel (1910-2002), professeur des universités, juriste, membre du Conseil constitutionnel.

## Classements

### Classements internationaux
| QS World Ranking      | rang mondial | rang national |
| --------------------- | ------------ | ------------- |
| QS World Ranking 2024 | 301-350      | 10            |
| QS World Ranking 2025 | 301-350      | 10            |

| Times Higher Education      | rang mondial | rang national |
| --------------------------- | ------------ | ------------- |
| Times Higher Education 2025 | 251-300      | 5             |

### Classements nationaux
| Le Figaro | Classement |
| --------- | ---------- |
| 2023      | 12         |
| 2024      | 9          |
| 2025      | 7          |

| Le Nouvel Obs | Classement |
| ------------- | ---------- |
| 2023          | 46         |
| 2024          | 26         |
| 2025          | 15         |

## Recherche
La recherche à l'École de droit de Toulouse est réalisée dans l'unité de recherche « École de droit de Toulouse-Recherche » (« Toulouse school of law-Research ») comprenant 160 enseignants chercheurs titulaires en droit, science politique, sociologie et science de l'information et de la communication.
L'École de droit de Toulouse-Recherche  est divisée en sept départements : 
- le Centre de droit des affaires[24] ;
- le Centre toulousain d’histoire du droit et des idées politiques[25] ;
- l’Institut de droit privé[26] ;
- l’Institut de recherche en droit européen, international et comparé[27] ;
- l’Institut des études juridiques de l’urbanisme, de la construction et de l’environnement[28] ;
- l’Institut du droit de l’espace, des territoires, de la culture et de la communication[29] ;
- l’Institut Maurice Hauriou[30].

L'École de droit de Toulouse-Recherche comprend également des « groupes de recherche momentanés » et des chaires.